# アナログフィッシュ (アルバム)
『アナログフィッシュ』は、日本のロックバンド、アナログフィッシュのアルバム。
2004年6月23日、エピックレコードジャパンよりリリース。

## 概要
- メジャーデビュー作。エピック契約後初のリリースとなった作品。
- 本作はインディーズ時代にリリースされていたアルバム「世界は幻」「日曜日の夜みたいだ」の2枚の全収録曲をリマスタリングし、1枚にまとめたものである。
- ジャケットのイラストは下岡によるもの。
- 発売当時、ソニー・ミュージックエンタテインメントが推進していたレーベルゲートCD2での発売であった。のちにLGCD2は廃止され、それに伴いCD-DA盤が再発された。

## 収録曲
1. 白黒ック (4:35)
（作詞・作曲：下岡晃）
2. ラジオ (3:37)
（作詞・作曲：佐々木健太郎）
3. LOW (4:45)
（作詞・作曲：佐々木健太郎）
4. 夕暮れ (4:50)
（作詞・作曲：下岡晃）
PVが制作されている。
5. 赤い自転車 (4:16)
（作詞・作曲：佐々木健太郎）
6. バタフライ (5:43)
（作詞・作曲：下岡晃）
7. 確信なんかなくてもいいよ (4:24)
（作詞・作曲：佐々木健太郎）
8. 世界は幻 (4:40)
（作詞・作曲：佐々木健太郎・下岡晃）
ここまで「世界は幻」収録
9. 行くのさ (2:46)
（作詞・作曲：佐々木健太郎）
10. ジョイナー (3:42)
（作詞・作曲：下岡晃）
11. 公園 (2:35)
（作詞・作曲：佐々木健太郎）
12. のどかないなかのしずかなもぐら (4:04)
（作詞・作曲：下岡晃）
13. 不安 (4:05)
（作詞・作曲：佐々木健太郎）
ここまで「日曜日の夜みたいだ」収録

全編曲：アナログフィッシュ